# Römisches Lapidarium
Das Römische Lapidarium befand sich im Kellergeschoss des Neuen Schlosses in Stuttgart und ist eine mehr als 400 Jahre alte Sammlung römischer Steindenkmäler des Landesmuseums Württemberg.
Hier wurden rund 100 Exemplare in Form von Statuen und Skulpturen sowie steinernen Reliefs und Inschriftentafeln aus der Zeit um 50 bis 300 n. Chr. präsentiert. Damals gehörte das Gebiet des heutigen Württembergs zu den römischen Provinzen Obergermanien und Rätien.
Aufgrund des Umbaus zu einem Bürgerschloss musste das Römische Lapidarium aus den Räumlichkeiten im Neuen Schloss ausziehen. Die Exponate befinden sich Stand 2024 für die Öffentlichkeit unzugänglich in einem Depot in Fellbach.
Außer dem Römischen Lapidarium gibt es in Stuttgart noch das Städtische Lapidarium Stuttgart. In dem Freilichtmuseum sind 200 Zeugnisse aus fünf Jahrhunderten Stuttgarter Stadtgeschichte ausgestellt, außerdem im Landesmuseum Württemberg eine Sammlung zu römischen Funden aus dem Land mit über 500 Objekten, darunter zahlreiche Steindenkmäler.

## Geschichte
Das Wort Lapidarium leitet sich von lateinisch Lapis ab, was „Stein“ bedeutet. Der Grundstock der heutigen Sammlung wurde bereits 1583 gelegt, als der Humanist und Lateinlehrer Simon Studion aus Marbach dem württembergischen Herzog Ludwig sieben römische Steinaltäre und Reliefs schenkte, die dieser in seinem Stuttgarter Lusthaus aufstellen ließ. Studion hatte im Jahr 1579 in einem Weinkeller in Benningen einen römischen Altar entdeckt, der dem römischen Gott Vulcanus gewidmet war. Dies hatte sein Interesse an römischen Altertümern geweckt. Die Sammlung besteht inzwischen aus rund 1300 Denkmälern und Fragmenten. Von diesen werden etwa 100 Stück im römischen Lapidarium, das sich in den Kellerräumen des Neuen Schlosses befindet, ausgestellt. Sie zählen zu den Zeugnissen der frühen württembergischen Landesgeschichte. Da vor der Eroberung durch die Römer in diesem Gebiet Schriftzeichen kaum bekannt waren, stellen die römischen Steindenkmäler eine Neuerung in der Entwicklung Mitteleuropas dar. Es sind frühe schriftliche Quellen, die als Primärquellen direkt über die Menschen und deren Lebensumstände Auskunft geben, die hier beheimatet waren.

## Sammlung
Die Steindenkmälersammlung des Landesmuseums zählt zu den größten und ältesten Sammlungen dieser Art in Deutschland. Sie umfasst über 1200 Denkmäler. Im römischen Lapidarium waren rund 100 davon ausgestellt, die die Verhältnisse der damaligen Zeit näher beleuchten. Die Ausstellung gab einen Überblick über die Organisation und militärische Struktur am Limes, Einblicke in das Leben der Zivilbevölkerung mit Namen oder typischen Berufen, aber auch über die religiösen Vorstellungen über das Jenseits oder den Totenkult. Die restlichen Exponate der Sammlung befinden sich in den Magazinen.
Vor dem unscheinbaren Eingang steht eine Nachbildung aus Kunststein der Jupitergigantensäule aus Hausen an der Zaber. Die gefundenen Originalfragmente sind Teile der Ausstellung im Lapidarium.

### Mithrasrelief
Das Relief wurde im Jahre 1583 in der Mauer eines Weinbergs bei Fellbach entdeckt, das dazugehörige Mithräum konnte bislang nicht nachgewiesen werden.
Die so genannten Mithräen wurden häufig in Höhlen oder Kellergewölben angelegt. An den Längsseiten des als Kultstätte genutzten Raumes gab es Bänke und an der Stirnseite eine Malerei oder ein Reliefbild, das den Gott bei seiner wichtigsten Heldentat darstellte. Dies war der Legende nach die Tötung eines Stieres in einer Höhle. Das Relief in der Ausstellung ist beschädigt. Ein Teil des in diesen Räumen abgehaltenen Rituals war das Kultmahl, das an das heilige Mahl der Götter Mithras und Sol erinnern sollte. Dieses wurde nach dem Sieg des Mithras über den Stier von ihnen gemeinsam begangen. Bei Ausgrabungen wurden in den Mithrasheiligtümern oftmals Reste von Tierknochen und Keramiken gefunden.
Vor dem Relief stehen zwei Altäre für Luna und Sol aus dem Mithräum von Mundelsheim: Der eine Altar zeigt das Brustbild der Luna, erkennbar an der durchbrochenen Mondsichel, der andere den Sol, mit einem durchbrochenen Strahlenkranz. Die Aushöhlung in der Rückwand diente zur Beleuchtung.

### Jupitergigantensäule
Vor dem Gebäude stand eine Nachbildung einer sogenannten Jupitergigantensäule. Diese Art von Denkmälern fand weite Verbreitung im nördlichen Obergermanien oder der östlichen Gallia Belgica. Einige wurden aber auch in Raetien und in Britannien gefunden. Wie die Mithrasheiligtümer zeigten diese Säulen ebenfalls ein recht einheitliches Erscheinungsbild. Die Säule, die aus Hausen an der Zaber stammt, weist am Säulenschaft jedoch Blätter und Eicheln anstelle der üblicheren Schuppen auf. Als Abschluss der Säule diente zumeist ein korinthisches Kapitell, das mit Büsten der vier Jahreszeiten versehen sein konnte. Oben thronte eine Figurengruppe, die einen reitenden oder im Wagen fahrenden Gott Jupiter darstellt, der Blitze schleudert.

Impressionen des Lapidariums
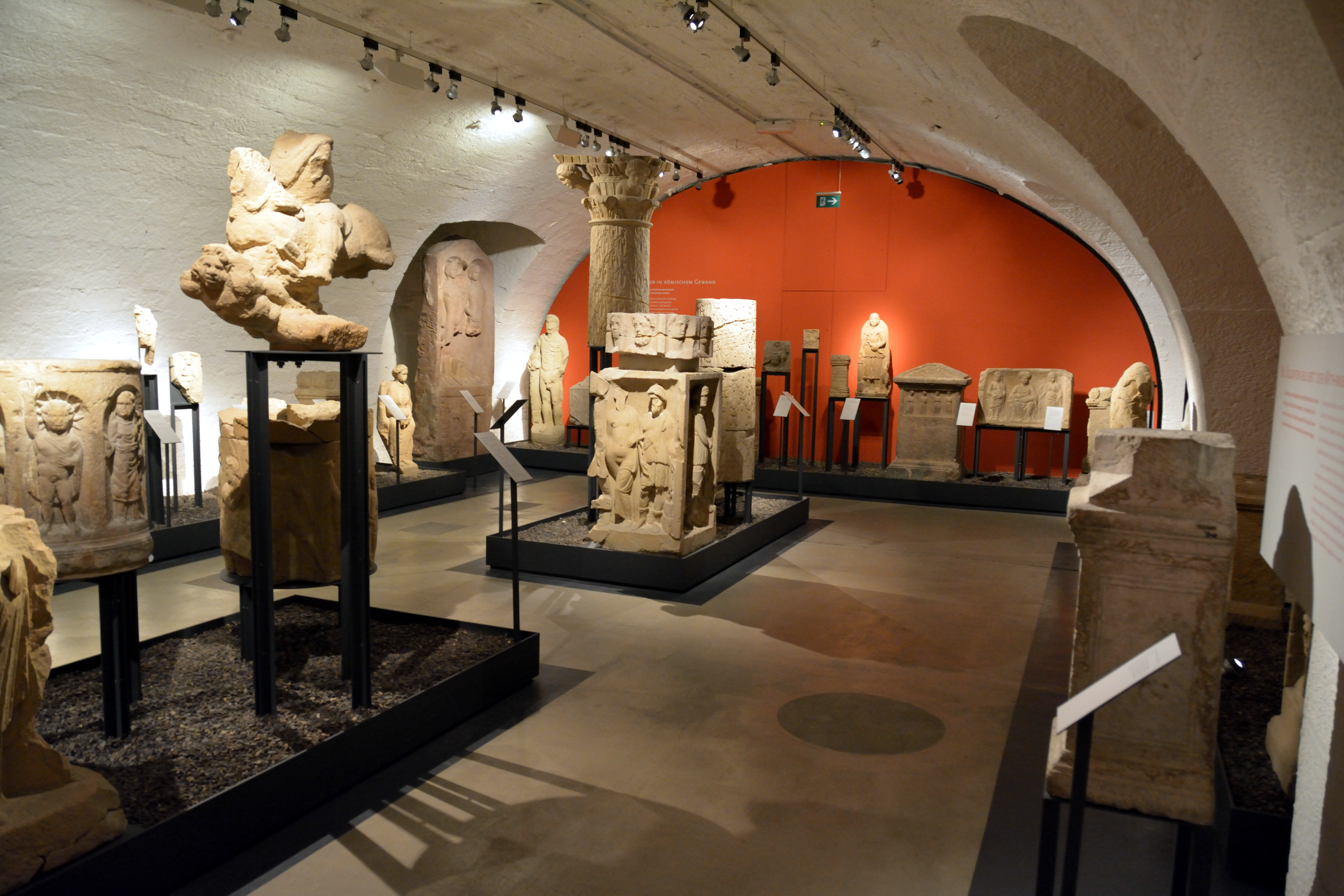
Blick in die Ausstellung
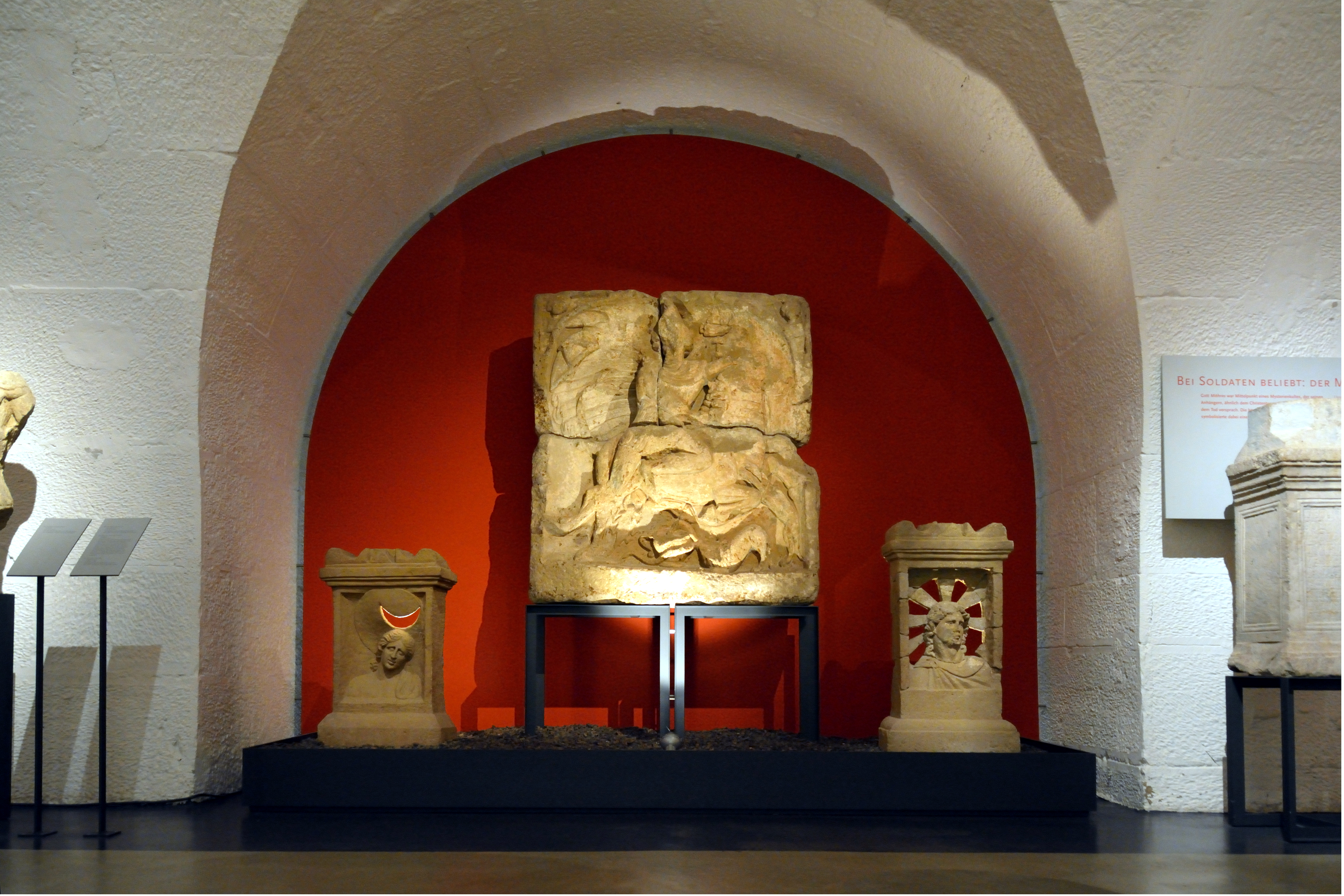
Mithras tötet den Stier Ahura Mazdas
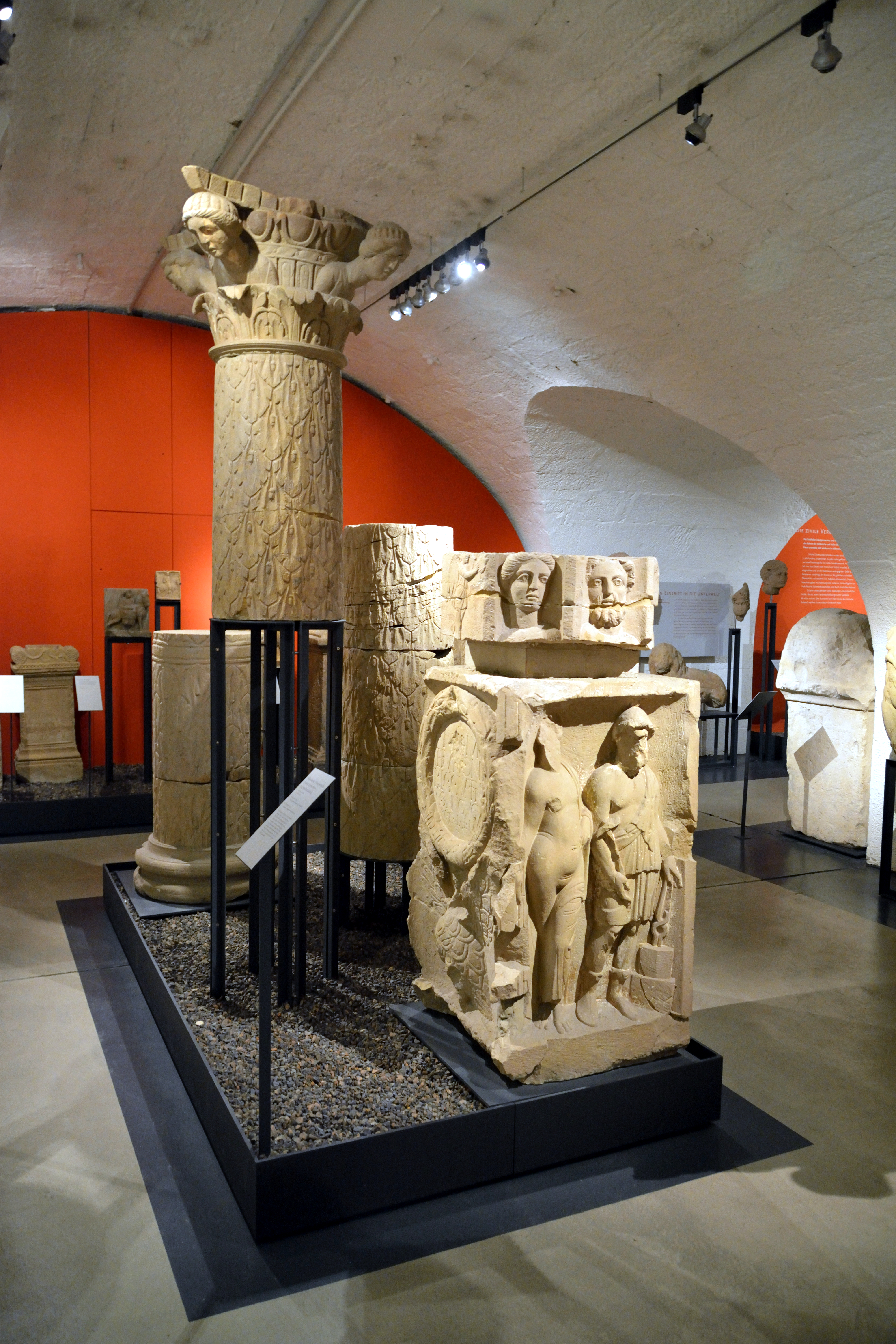
Fragmente der Jupitergigantensäule
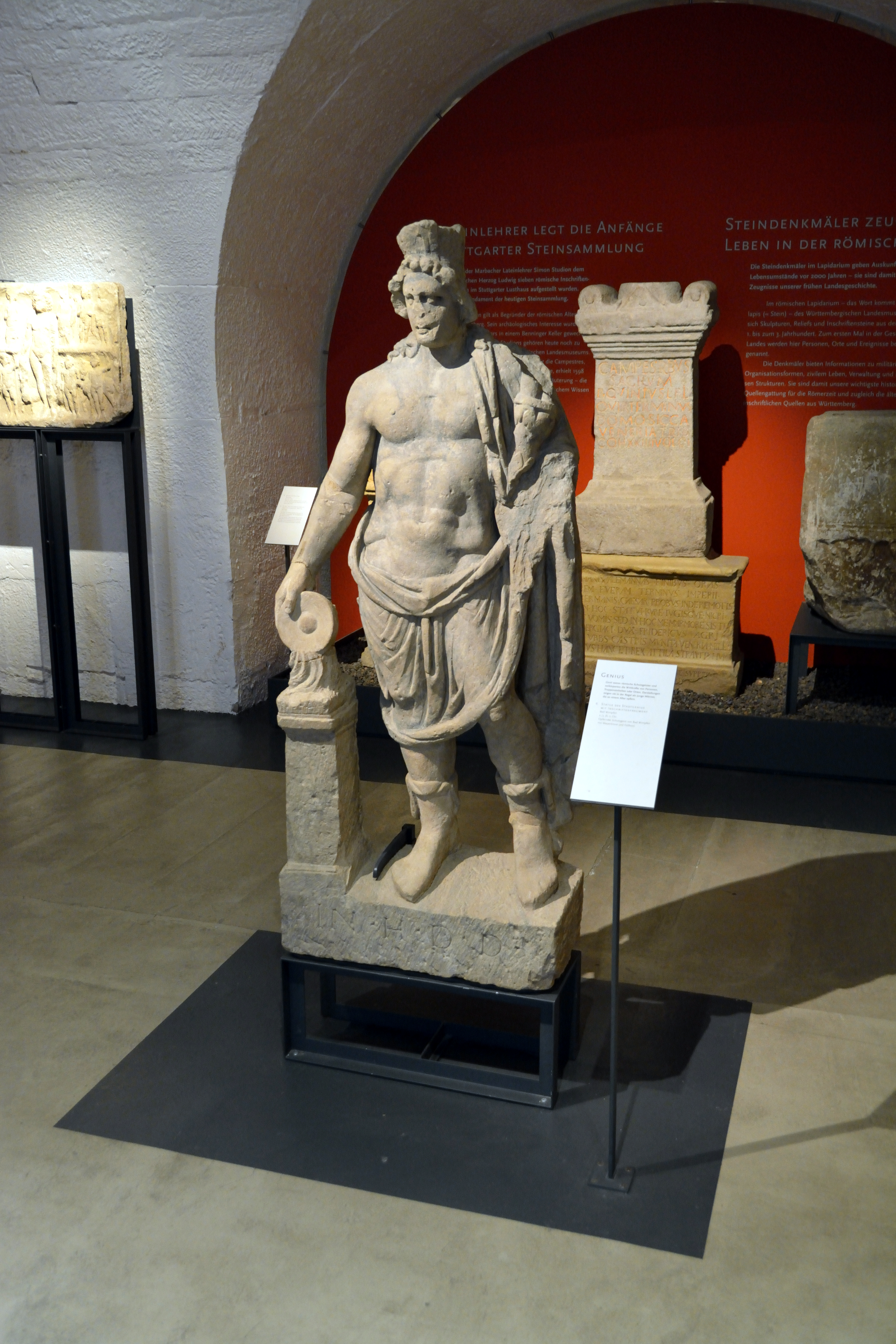
Der Genius

## Willkommensrelief

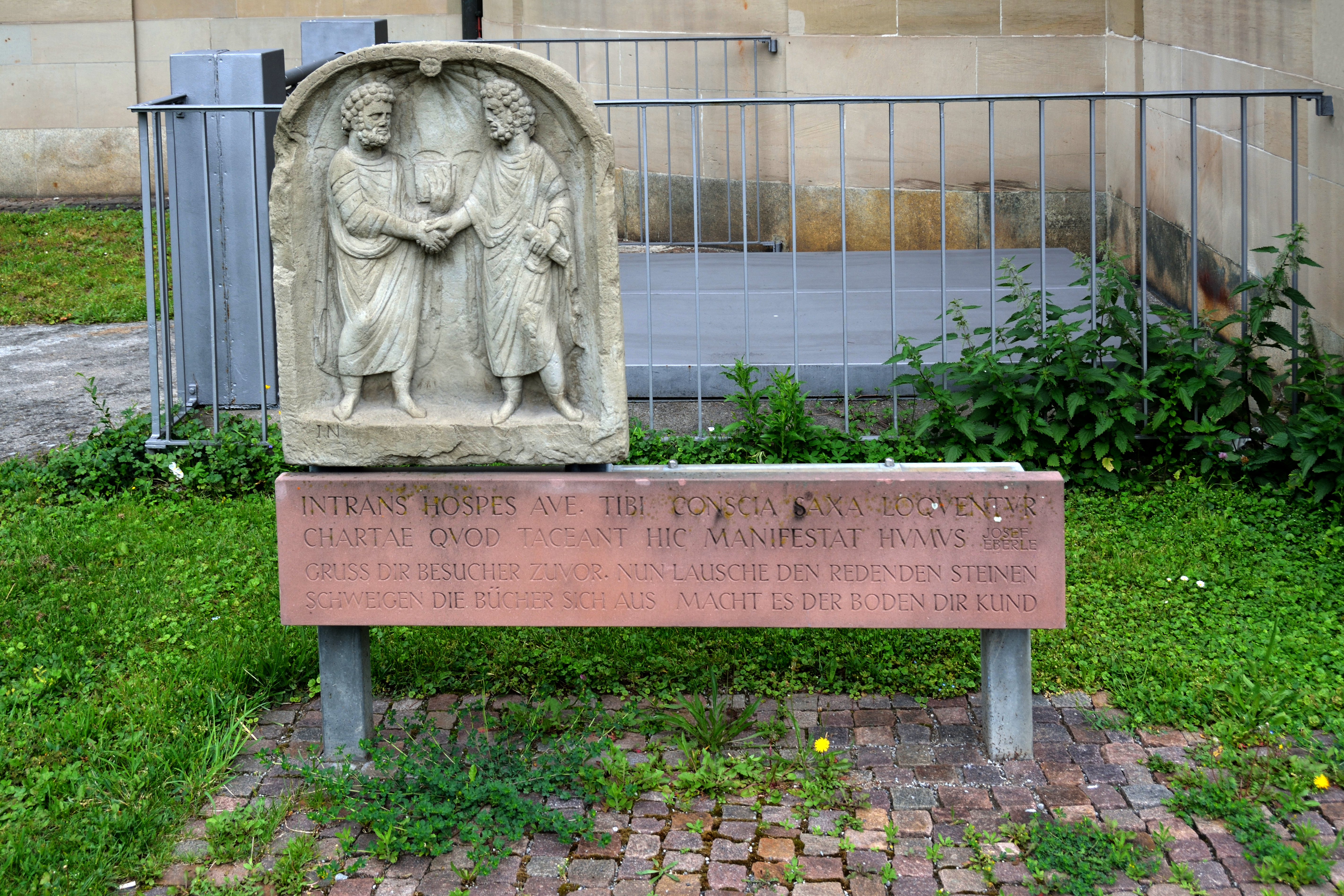
Willkommensrelief am Eingang zum Römischen Lapidarium.

Am Eingang zum Römischen Lapidarium empfing den Besucher die Kopie eines Reliefs aus der Römerzeit. Ein Sandsteinblock mit einer lateinisch-deutschen Inschrift von Josef Eberle hieß den Besucher des Lapidariums willkommen.

### Relief
Das Relief zweier Männer, die sich die Hand reichen zeigt unter einem muschelartigen Baldachin zwei bärtige Männer in einer Nische, die sich die rechte Hand reichen. Sie sind mit Unter- und Obergewand bekleidet und tragen Stiefel. Der eine hält ein Kästchen oder Diptychon, der andere eine Schriftrolle in der Linken. Das Original des Reliefs ist im römischen Lapidarium ausgestellt.
Fundort, Funktion und Bedeutung des Reliefs sind unbekannt. Der 86 cm hohe Reliefstein aus Lettenkeuper trägt zwei „zweifellos unechte“ Inschriften, oben „Concordia“ und unten „IN“. Nach Philipp Filtzinger handelt es sich möglicherweise „um die Darstellung der Concordia“, der römischen Göttin der Eintracht.

### Inschrift
Unter dem Relief war ein Sandsteinblock mit einer Inschrift angebracht. Das eingemeißelte lateinisch-deutsche Epigramm ist eine moderne Schöpfung des württembergischen Schriftstellers Josef Eberle. Er war nach dem Zweiten Weltkrieg Gründer und langjähriger Herausgeber der Stuttgarter Zeitung und veröffentlichte Gedichte in schwäbischer Mundart und auf Lateinisch. Seine zwei Distichen (je eines lateinisch und deutsch) interpretieren das Relief als Willkommensgruß für den Besucher des Römischen Lapidariums:
| Intrans hospes, ave! Tibi conscia saxa loquentur. Chartae quod taceant, hic manifestat humus. | Gruß Dir, Besucher, zuvor! Nun lausche den redenden Steinen: Schweigen die Bücher sich aus, macht es der Boden dir kund. |